# Paris-Roubaix 1991
Paris-Roubaix 1991 a fost a 89-a ediție a Paris-Roubaix, o cursă clasică de ciclism de o zi din Franța. Evenimentul a avut loc pe 14 aprilie 1991 și s-a desfășurat pe o distanță de 266 de kilometri până la velodromul din Roubaix. Câștigătorul a fost Marc Madiot din Franța de la echipa RMO.

## Rezultate
| Loc | Concurent                 | Echipă                | Timp       |
| --- | ------------------------- | --------------------- | ---------- |
| 1   | Marc Madiot (FRA)         | RMO                   | 7h 08' 19" |
| 2   | Jean-Claude Colotti (FRA) | Tonton Tapis–GB       | +1' 07"    |
| 3   | Carlo Bomans (BEL)        | Weinmann-Eddy Merckx  | +1' 07"    |
| 4   | Steve Bauer (CAN)         | Motorola Cycling Team | +1' 07"    |
| 5   | Franco Ballerini (ITA)    | Del Tongo             | +1' 07"    |
| 6   | Wilfried Peeters (BEL)    | Histor-Sigma          | +1' 07"    |
| 7   | Nico Verhoeven (NED)      | PDM-Concorde          | +1' 07"    |
| 8   | Marc Sergeant (BEL)       | Panasonic-Sportlife   | +1' 07"    |
| 9   | Olaf Ludwig (GER)         | Panasonic-Sportlife   | +1' 41"    |
| 10  | Hendrik Redant (NED)      | Lotto Soudal          | +1' 41"    |